# إينار هيل
اينار هيل (بالإنجليزية: Einar Hille)‏ هو أستاذ جامعي ورياضياتي أمريكي، ولد في 28 يونيو 1894 في نيويورك في الولايات المتحدة، وتوفي في 12 فبراير 1980 في لاهويا في الولايات المتحدة.